# LibreCAD
LibreCAD es una aplicación informática de código libre de diseño 2D por ordenador (CAD) para diseño 2D. Funciona en los sistemas operativos Microsoft Windows, MacOS, GNU/Linux, y Solaris. . 
LibreCAD fue desarrollado a partir de una bifurcación de QCad Community Edition. El desarrollo de LibreCAD está basado en las bibliotecas Qt4, pudiendo ser ejecutado en varias plataformas de manera idéntica.
Buena parte de la interfaz y de los conceptos sobre su uso son similares a los de AutoCAD, haciendo el uso de este más cómodo para usuarios con experiencia en ese tipo de programas CAD comerciales. 
LibreCAD utiliza el formato del archivo de AutoCAD DXF internamente y para guardar e importar archivos, así como permite la exportación de estos en varios formatos.
A partir de la versión 2.0.8, se ha incluido de forma experimental el soporte para la lectura de archivos en formato DWG utilizado por AutoCAD.